# Aeroporto Internazionale di Dacca-Hazrat Shahjalal
L'Aeroporto Internazionale di Dacca-Hazrat Shahjalal (in inglese per esteso Hazrat Shahjalal International Airport, in bengalese Hôjrot Shahjalal Antorjatik Bimanbôndor), già Aeroporto Internazionale Zia (in bengalese Zia Antorjatik Bimanbôndor) è un aeroporto situato a 20 km a nord di Dacca, in Bangladesh.
L'aeroporto è hub per le compagnie aeree Biman Bangladesh Airlines, GMG Airlines e United Airways (Bangladesh).
È intitolato al sufi Shāh Jalāl ad-Dīn al-Mujarrad al-Naqshbandi, noto come Shah Jalal.